# Stand by Me (bài hát của Ben E. King)
"Stand by Me" là một bài hát ban đầu được ca sĩ kiêm nhạc sĩ người Mỹ Ben E. King trình diễn với King, Jerry Leiber và Mike Stoller là đồng sáng tác. Theo King, tựa đề này có nguồn gốc từ và được lấy cảm hứng từ một tác phẩm tâm linh được Sam Cooke và JW Alexander sáng tác có tên là "Stand by Me Father", được ghi lại bởi Soul Stirrers với Johnnie Taylor hát chính. Dòng thứ ba của câu thơ thứ hai của tác phẩm cũ xuất phát từ Psalm 46: 2c/3c.
Đã có hơn 400 phiên bản thu âm của bài hát, được thực hiện bởi nhiều nghệ sĩ. Nó được giới thiệu trong nhạc nền của bộ phim Stand by Me năm 1986, và một video âm nhạc tương ứng, có King cùng với các diễn viên River Phoenix và Wil Wheaton, được phát hành để quảng bá cho bộ phim. Vào năm 2012, người ta ước tính rằng tiền bản quyền của bài hát đã vượt quá 22,8 triệu đô la (17 triệu bảng), khiến nó trở thành bài hát có thu nhập cao thứ sáu tính đến thời đại của nó. 50% tiền bản quyền được trả cho King. Vào năm 2015, phiên bản thu âm gốc của King đã được Thư viện Quốc hội giới thiệu vào Kho Ghi âm Quốc gia, với tư cách "có ý nghĩa về mặt văn hóa, lịch sử hoặc thẩm mỹ", chỉ chưa đầy năm tuần trước khi ông qua đời. Cuối năm đó, ban nhạc Drifters đã ghi âm lại bài hát như một lời tri ân.
Bài hát đã được các nghệ sĩ khác nhau, như John Lennon, Cassius Clay (sau này là Muhammad Ali), 4 the Cause, Tracy Chapman, nhạc sĩ của dự án Playing for Change, Florence and the Machine, và Kingdom Choir. Câu lạc bộ A-League Melbourne Victory FC chơi bài hát này trước các trận đấu trên sân nhà, trong khi người hâm mộ giơ chiếc khăn lên trên đầu và hát lời bài hát.

## Lịch sử và quá trình sản xuất
Vào năm 1960, Ben E. King đã được truyền cảm hứng để cập nhật bài thánh ca phúc âm đầu thế kỷ 20 của Charles Albert Tindley, dựa trên thánh vịnh, "chúng ta sẽ không sợ, mặc dù Trái đất bị xóa bỏ, và mặc dù những ngọn núi được đưa vào giữa biển sâu." 

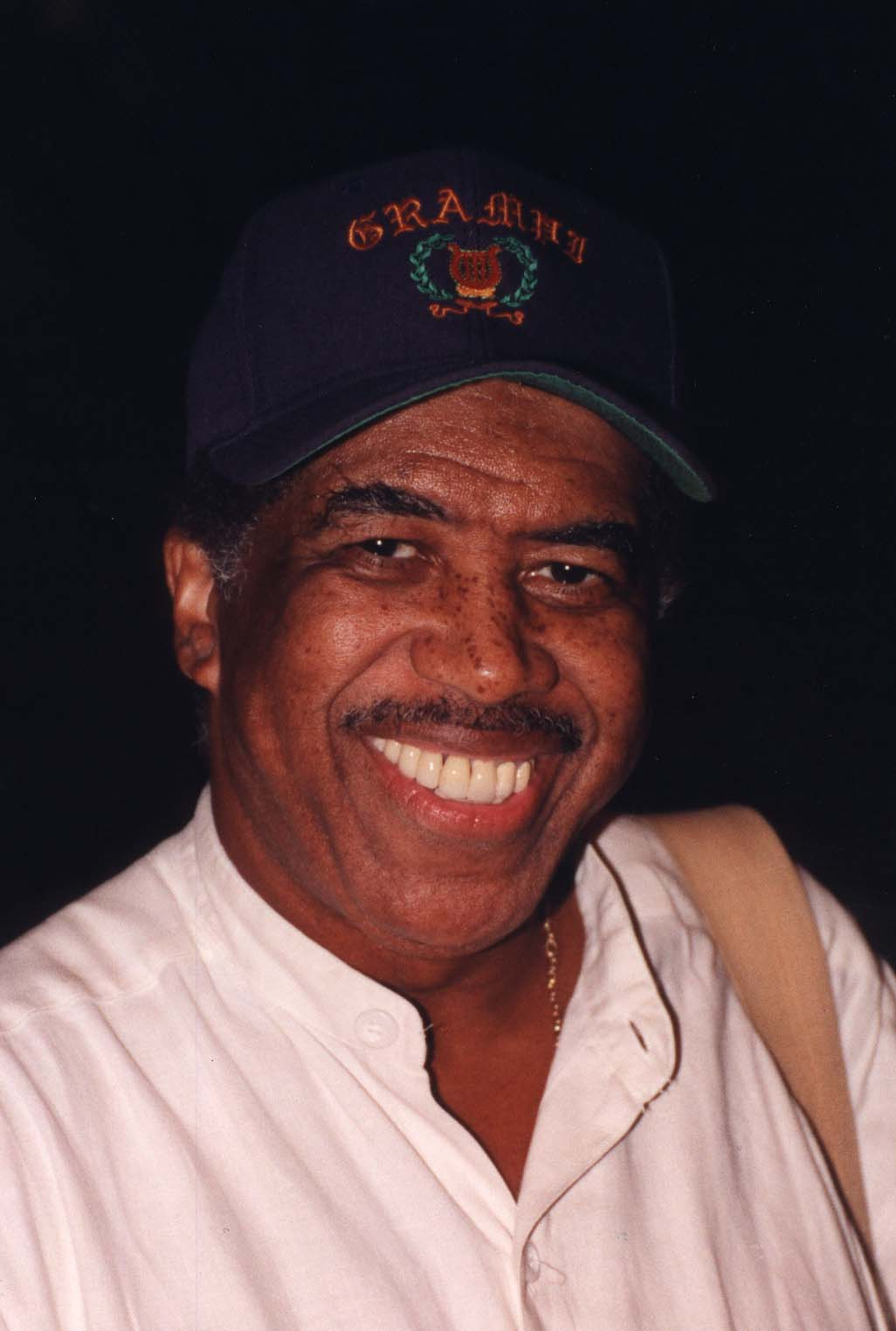
Ben E. King (ảnh trong những năm 1990) lần đầu hát bài hát này, trở thành hit ở Mỹ vào năm 1961 và sau đó là vào năm 1986.

Theo bộ phim tài liệu History of Rock 'n' Roll, King không có ý định tự thu âm bài hát này. King đã viết nó cho ban nhạc the Drifters, ban nhạc này cũng bỏ qua việc thu âm nó. Sau buổi ghi hình " Harlem Tây Ban Nha " năm 1960, King có một số thời gian dư ở trường quay. Nhà sản xuất của phiên thu âm, Jerry Leiber và Mike Stoller, hỏi liệu anh ta có thêm bài hát nào không. King đã chơi bài hát trên piano cho họ. Họ thích nó và gọi các nhạc sĩ ở phòng thu quay lại để thu âm bài hát một cách chính thức.